# Aabenraa
Aabenraa vagy Åbenrå dán város (németül: Apenrade).  

## Története
Az Aabenraa-fjord végénél épült. A Jylland-félsziget keskeny részének kapujában erődöt emeltek a 13. század elején. Az erőd körül alakult ki a település. Holstein és Dánia sokat harcolt egymással, így nem tudott kellő mértében fejlődni. A 18. században fejlődött sokat a város.
A második világháború végén Folke Bernadotte svéd gróf Aabenraában tárgyalt a németekkel. A város kikötője Dánia-szinten is jelentős forgalmat bonyolít. Élelmiszeripara fontos. Lakossága 2013-ban megközelítette a 16 000-et.
Turistaként érdemes felkeresni a Szent Miklós-templomot. A Lille Kolstrupgardban múzeumot rendeztek be. A Brondlund-kastélyt 1411-ben építtette I. Margit dán királynő.